# Annales de l'Institut Botanico-Géologique Colonial de Marseille
Annales de l'Institut Botanico-Géologique Colonial de Marseille (abreviado Ann. Inst. Bot.-Géol. Colon. Marseille) fue una revista con ilustraciones y descripciones botánicas que fue editada en Francia. Se publicó un solo número en 1893 y fue reemplazada por Annales de l'Institut Colonial de Marseille.